# Medaille van Verdienste (Groothertogdom Saksen)
De Medaille van Verdienste (Duits: Verdienstmedaille) was een onderscheiding van het groothertogdom Saksen-Weimar-Eisenach dat na 1877 het groothertogdom Saksen werd.
De medaille werd in 1816 door groothertog Karel August van Saksen-Weimar-Eisenach ingesteld. Het was in het begin van de 19e eeuw zeker in Duitsland nog ongebruikelijk om niet-adellijke personen en mensen die "met hun handen werkten" in een ridderorde op te nemen. Opname in een ridderorde betekende indertijd ook verheffing in de adelstand, men was dan immers een "ridder". Waar dat ongewenst werd gevonden boden medailles een uitweg.
De medaille werd tussen 1816 en 1834 in verschillende vormen uitgereikt.
- De Medaille met het opschrift "CAROLVS AVGVSTVS MAGNVS DVX SAXONIÆ" en het portret van Karel August[1].
  - Gouden Medaille
  - Zilveren Medaille
  - Bronzen Medaille
- De Medaille met het opschrift "MITESCVNT ASPERA SÆCLA" en het portret van Karel August.
  - Gouden Medaille.  Hiervan werden 12 exemplaren geslagen. De medaille heeft een diameter van 41 millimeter en weegt 70,56 gram.
  - Zilveren Medaille
  - Bronzen Medaille (geoxideerd brons)
- De Medaille met het opschrift "MERITIS NOBILIS" en het portret van Karel August. 1822-1834 De zogenaamde "Kleine Medaille"
  - Zilveren Medaille
  - Bronzen Medaille (geoxideerd brons)

Op al deze ronde medailles werd de buste van de regerende groothertog in een toga op de voorzijde afgebeeld. De Latijnse tekst staat op de keerzijde binnen een lauwerkrans. Alleen de kleine medailles hebben een rondschrift rond de kop van de vorst. 